# Spilogona nutara
Spilogona nutara är en tvåvingeart som beskrevs av Huckett 1965. Spilogona nutara ingår i släktet Spilogona och familjen husflugor. Inga underarter finns listade i Catalogue of Life.